# Calaf
Calaf – gmina w Hiszpanii, w prowincji Barcelona, w Katalonii, o powierzchni 9,22 km². W 2011 roku gmina liczyła 3538 mieszkańców.
W mieście odbywa się ważny cotygodniowy targ zwierząt gospodarskich.